# بونرز فری (آیداهو)
بونرز فری (به انگلیسی: Bonners Ferry) شهری در شهرستان باندری ایالت آیداهو است که جمعیت آن در سرشماری سال ۲۰۱۰ میلادی ۲٬۵۴۳ نفر بوده است.

## موقعیت جغرافیایی
موقعیت جغرافیایی شهرها و مناطق اطراف به شرح زیر است: